# Iona (Angola)
Iona (auch Yona) ist eine Ortschaft in Angola. Bekannt ist der 1937 gegründete Iona Nationalpark. Es ist der größte Nationalpark Angolas, noch vor dem Nationalpark Cameia.

## Verwaltung
Iona ist Sitz einer gleichnamigen Gemeinde (Comuna) im Landkreis (Município) von Tômbua, in der Provinz Namibe. In ihr leben etwa 15.000 Einwohner (Schätzung 2014). Die Volkszählung 2014 soll fortan gesicherte Bevölkerungsdaten liefern.
Neben dem Ort Iona liegen 13 weitere Ortschaften im Gemeindegebiet.